# Staro Petrovo Polje
Staro Petrovo Polje – wieś w Chorwacji, w żupanii virowiticko-podrawskiej, w gminie Crnac. W 2011 roku liczyła 182 mieszkańców.